# Put your hand in the hand
Put your hand in the hand is een lied geschreven door de Canadees Gene MacLellan (1938-1995). Het is een christelijke religieus lied in de stijl van countrymuziek met gospelachtige trekjes, voortgekomen uit de beweging van de "Jezus-hippies". Alhoewel rond die tijd wel een studioalbum van MacLellan verscheen (getiteld Gene MacLelland) verscheen het nummer voor het eerst in een versie van Anne Murray.

## Anne Murray
Anne Murray nam het nummer op voor haar derde album Honey, wheat and laughter uit 1970. Zij had eerder een grote hit met het nummer Snowbird van MacLellan. In de daaropvolgende jaren nam een aantal artiesten het op waaronder Frankie Laine, Donna Hathaway, Joan Baez en Loretta Lynn.

## Ocean
In 1971 nam de Canadese muziekgroep Ocean het nummer op. De titel werd zowel gebruikt voor hun debuutalbum, als voor hun debuutsingle. Het werd een klein wonder want het plaatje haalde de nummer 2-positie in de Billboard Hot 100 in 14 weken notering.

## Himalaya
Eveneens in 1971 nam de Nederlandse band Himalaya met zangeres Patricia Paay het nummer op. Ondanks airplay van Radio Veronica bereikte het nummer slechts de tipparade.
In Zweden werd de single niettemin een hit voor Himalaya. In de Avondtop (Kvällstoppen) bereikte de single nummer 11 en in de lijst van bestverkochte singles van Radio Zweden minstens de zesde plaats. In haar biografie maakt Bert van der Veer melding van een nummer 1-hit in Zweden.

## Hitnotering
In het Verenigd Koninkrijk waren ze niet zo gecharmeerd van dit nummer. Het haalde de hitparade niet.

### Nederlandse Top 40
| Positie: | 20 | 11 | 7 | 6 | 5 | 3 | 5 | 9 | 12 | 24 | uit |

### NederlandseDaverende 30
| Positie: | 30 | 18 | 12 | 7 | 3 | 3 | 3 | 6 | 9 | 14 | 27 | uit |

### BelgischeBRT Top 30
| Positie: | 21 | 13 | 13 | 11 | 4 | 1 | 3 | 12 | 16 | 19 | 27 | uit |

### Voorlopers van VlaamseUltratop 30
| Positie: | 26 | 18 | 10 | 7 | 4 | 1 | 3 | 5 | 12 | 16 | 25 | uit |

### NPO Radio 2 Top 2000
Put your hand in the hand stond alleen in 1999 in de NPO Radio 2 Top 2000, op plek 1952.

## Andere versies
Nadat Ocean het had uitgebracht namen andere artiesten hun versie op. Onder andere Elvis Presley en Wanda Jackson brachten het op plaat uit. Eind jaren 70 verdween het lied uit het repertoire. In 1989 gebruikte The Beastie Boys de melodielijn in hun nummer Looking down in the barrel of a gun, hetzelfde geldt voor Pink Floyds Time.